# EEF1D
EEF1D (англ. Eukaryotic translation elongation factor 1 delta) – білок, який кодується однойменним геном, розташованим у людей на короткому плечі 8-ї хромосоми. Довжина поліпептидного ланцюга білка становить 281 амінокислот, а молекулярна маса — 31 122.
| 10         |  | 20         |  | 30         |  | 40         |  | 50         |
| ---------- |  | ---------- |  | ---------- |  | ---------- |  | ---------- |
| MATNFLAHEK |  | IWFDKFKYDD |  | AERRFYEQMN |  | GPVAGASRQE |  | NGASVILRDI |
| ARARENIQKS |  | LAGSSGPGAS |  | SGTSGDHGEL |  | VVRIASLEVE |  | NQSLRGVVQE |
| LQQAISKLEA |  | RLNVLEKSSP |  | GHRATAPQTQ |  | HVSPMRQVEP |  | PAKKPATPAE |
| DDEDDDIDLF |  | GSDNEEEDKE |  | AAQLREERLR |  | QYAEKKAKKP |  | ALVAKSSILL |
| DVKPWDDETD |  | MAQLEACVRS |  | IQLDGLVWGA |  | SKLVPVGYGI |  | RKLQIQCVVE |
| DDKVGTDLLE |  | EEITKFEEHV |  | QSVDIAAFNK |  | I          |  |            |

A: Аланін

C: Цистеїн

D: Аспарагінова кислота

E: Глутамінова кислота

F: Фенілаланін

G: Гліцин

H: Гістидин

I: Ізолейцин

K: Лізин

L: Лейцин

M: Метіонін

N: Аспарагін

P: Пролін

Q: Глутамін

R: Аргінін

S: Серин

T: Треонін

V: Валін

W: Триптофан

Кодований геном білок за функціями належить до факторів елонгації, фосфопротеїнів. 
Задіяний у таких біологічних процесах, як транскрипція, регуляція транскрипції, біосинтез білка, ацетилювання, альтернативний сплайсинг. 
Білок має сайт для зв'язування з ДНК. 
Локалізований у ядрі.